# Mandy Pastohr
Mandy Pastohr (* 6. April 1978 in Jena) ist eine deutsche Beamtin. Sie ist seit dem 19. August 2024 Präsidentin des Bundesamtes für Wirtschaft und Ausfuhrkontrolle. Sie ist damit die erste weibliche Präsidentin des BAFA.

## Werdegang
Pastohr absolvierte ihr Studium (Erziehungswissenschaften, Angewandte Linguistik/Unternehmenskommunikation und Anglistik) an der Friedrich-Schiller-Universität Jena und der Technischen Universität Dresden. In ihrer Dissertation an der TU Dresden beschäftigte sie sich mit der „Leistungsfähigkeit von Universitäten, Fachhochschulen und Berufsakademien an der Schwelle zum Beschäftigungssystem“. Von 2003 bis 2010 war sie wissenschaftliche Mitarbeiterin an der TU Dresden und gleichzeitig Dozentin der Lehrveranstaltung „Sozialwissenschaftliche Untersuchungsmethoden“ sowie für die Betreuung und Begutachtung von Abschlussarbeiten tätig. Von 2009 bis 2010 war sie darüber hinaus als wissenschaftliche Mitarbeiterin bei der Berufsakademie Sachsen – Staatliche Studienakademie Dresden tätig. 2010 bis 2012 war sie bei der acatech – Deutsche Akademie der Technikwissenschaften in Berlin. Anschließend von 2013 bis 2021 war sie beim RKW-Kompetenzzentrum in Eschborn in verschiedenen Führungspositionen tätig.
Von Februar 2021 bis August 2024 war sie verbeamtete Abteilungsleiterin im Hessischen Ministerium für Wirtschaft, Energie, Verkehr, Wohnen und ländlichen Raum.
Am 19. August 2024 wurde sie als Nachfolgerin von Torsten Safarik zur Präsidentin des Bundesamtes für Wirtschaft und Ausfuhrkontrolle ernannt.